# Finlex
Finlex är en av justitieministeriet i Finland ägd offentlig och avgiftsfri internettjänst för rättsligt material. Tjänsten omfattar finsk lagstiftning, rättspraxis, myndigheters föreskriftssamlingar (föreskrifter och anvisningar som ministerier och centrala ämbetsverk har utfärdat), statsfördrag och regeringspropositioner. 
Innehållet i Finlex produceras av Edita Publishing Ab, ett dotterbolag till Nordic Morning.
Enligt lagen om Finlands författningssamling skall material som skall publiceras i författningssamlingen eller fördragsserien dels publiceras i tryckta häften, dels hållas gratis tillgängliga för allmänheten på ett datanät. Denna senare tjänst tillhandahålls genom Finlex.

## Omfattning och språk
De centrala delarna av materialet, såsom gällande lagar (förutom referensdatabasen) finns tillgängliga på såväl finska som svenska, ett urval författningar också i engelsk översättning. Material från Högsta förvaltningsdomstolen, Försäkringsdomstolen och Datasekretessnämnden finns (2009) endast på finska, liksom de mer lättillgängliga HTML-versionerna av statsfördrag och regeringspropositioner. Databasen är inte komplett, då allt äldre material inte digitaliserats.

## Upphovsrätt
Själva myndighetsbesluten av den typ som publiceras på Finlex är enligt finsk lag fri från upphovsrätt, men framställningen på Finlex är det inte till alla delar, då den också innefattar korsreferenser, kommentarer och annat material som inte i denna form ingår i själva besluten. Detta senare gäller i synnerhet databasen över gällande lagstiftning, där texterna redigerats att ta hänsyn till ändringar. Själva databasen omfattas av katalogskyddet och kan alltså inte användas för att bygga upp en motsvarande databas eller för att skapa tryckta verk med motsvarande innehåll.

## Andra finska lagsamlingar
Traditionellt har finska författningar funnits tillgängliga dels i författningssamlingen och föreskriftssamlingarna, dels genom verket Finlands lag, som publiceras av Talentum i tre band på finska och två band med ett något snävare utbud på svenska. Talentum upprätthåller en tjänst motsvarande Finlex, men mot betalning.
Ålands landskapslagar publiceras av Ålands landskapsregering i Ålands författningssamling.